# Xin chào người lạ
Hello Stranger (tiếng Thái: กวน มึน โฮ, RTGS: Kuan Muen Ho, tên tiếng Việt: Xin chào người lạ) là bộ phim điện ảnh Thái Lan do đạo diễn Banjong Pisanthanakun thực hiện với tham gia của Chantavit Dhanasevi và Nuengthida Sophon. Đây là bộ phim lãng mạn đầu tiên của Banjong, chuyển thể từ tiểu thuyết Two Shadows in Korea (tiếng Thái: สองเงาในเกาหลี, Song Ngao Nai Kao Li) của Songkalot Bangyikhun.

## Nội dung
Bộ phim kể về hành trình của hai người trẻ tuổi tại đất nước Hàn Quốc xinh đẹp. Dù cho mỗi người đến Hàn Quốc với mục đích khác nhau nhưng khi ở đây, họ đã trở thành đôi bạn thân thiết. Cùng nhau trải nghiệm những điều thú vị, mới lạ ở xứ sở Kim Chi. Tham quan các địa danh, thắng cảnh gắn liền với các bộ phim truyền hình Hàn Quốc nổi tiếng. Và rồi, tình yêu chợt đến với họ lúc nào không hay. Liệu đó có phải tình yêu? Hay chỉ là sự ngộ nhận của bản thân chàng trai trước sự cô đơn nơi đất khách quê người?

## Diễn viên
- Chantavit Dhanasevi vai Dang
- Nuengthida Sophon vai May
- Warattaya Nilkuha vai Goi (bạn gái Dang) (cameo)
- Nattapong Chartpong vai bạn Dang (cameo)
- Pongsatorn Jongwilak vai Puek (bạn Dang) (cameo)
- Rossukon Kongket vai Hướng dẫn viên

## Giải thưởng
Hello Stranger là bộ phim đề cử giải 2011 (6th) Osaka Asian Film Festival in Osaka, Nhật Bản và đạt hai giải thưởng "Most Promising Talent Award" cho đạo diễn Banjong Pisanthanakun và "ABC Award" hoặc Asahi Broadcasting Corporation Award. Banjong và Chantavit đại diện cho đoàn phim tham dự tại liên hoan phim.
Bộ phim được chiếu tại 2011 Shanghai International Film Festival tại Thượng Hải, Trung Quốc và nam chính Chantavit Dhanasevi, trở thành một trong 10 diễn viên nhận "Star Hunter Award".
Ngay công chiếu tại Thái, bộ phim đạt doanh thu phòng vé đạt 130 triệu Bạc Thái và trở thành một trong những bộ phim thành công của hãng GTH. Phim còn chiếu tại các quốc gia châu Á khác.

## Ca khúc nhạc phim
- ยินดีที่ไม่รู้จัก Yin Dee Tee Mai Roo Juk - 25 Hours
- ยินดีที่ไม่รู้จัก Yin Dee Tee Mai Roo Juk (nhiều ngôn ngữ) - Các ca sĩ châu Á (trong đó có MIN St.319 của Việt Nam) thể hiện